# Балиста (узурпатор)
Вижте пояснителната страница за други личности с името Балиста.
Калист, наричан Балиста (на латински: Callistus или Ballista, на оръжието балиста) помага в бунта на римския узурпатор Макриан против император Галиен през 260 г.
Балиста е преториански префект на римския император Валериан I, когато е заловен и по-късно убит от сасанидите.
Балиста остава заедно с Квиет на изток и през 261 г. е убит от палмирския цар Оденат.